# Войстроченко Анатолій Хомич
Анатолій Хомич Войстроченко (нар. 2 січня 1937, село Нежданово Унецького району Західної області, тепер Брянської області, Росія — 29 серпня 2010, місто Брянськ, Росія) — радянський державний діяч, 1-й секретар Брянського обласного комітету КПРС. Член ЦК КПРС у 1986—1990 роках. Депутат Верховної Ради РРФСР 10-го скликання. Депутат Верховної Ради СРСР 11-го скликання. Народний депутат СРСР у 1989—1991 роках.

## Життєпис
Народився в родині залізничника і колгоспниці. Навчався в сільській школі, обирався секретарем комсомольської організації школи. У 1955—1957 роках — колгоспник колгоспу імені Щорса, завідувач сільського клубу. Очолював комсомольську організацію колгоспу імені Щорса Унецького району.
У 1957—1962 роках — 1-й секретар Унецького районного комітету ВЛКСМ Брянської області.
Член КПРС з 1958 року.
У 1962—1973 роках — 2-й секретар, 1-й секретар Брянського обласного комітету ВЛКСМ.
У 1964 році закінчив Всесоюзний сільськогосподарський інститут заочної освіти, інженер-електрик.
У 1972 році закінчив заочну Вищу партійну школу при ЦК КПРС.
У 1973—1976 роках — 1-й секретар Клетнянського районного комітету КПРС Брянської області.
У 1976—1978 роках — завідувач відділу Брянського обласного комітету КПРС.
У 1978—1982 роках — 1-й секретар Брянського міського комітету КПРС Брянської області.
У 1982 — 28 січня 1984 року — 2-й секретар Брянського обласного комітету КПРС.
28 січня 1984 — 23 серпня 1991 року — 1-й секретар Брянського обласного комітету КПРС.
Одночасно у березні 1990 — 1991 року — голова Брянської обласної ради народних депутатів.
З 1992 року — в апараті Брянської обласної ради народних депутатів. Потім працював помічником, заступником директора, керуючим справами на підприємстві «Брянсксвязьинформ».
Помер 29 серпня 2010 року в місті Брянську.

## Нагороди і звання
- орден Жовтневої Революції
- два ордени Трудового Червоного Прапора
- орден «Знак Пошани»
- медаль «За доблесну працю. В ознаменування 100-річчя з дня народження Володимира Ілліча Леніна» (1970)
- медалі
- Почесний громадянин Брянської області (2004)